# Noordwestblok

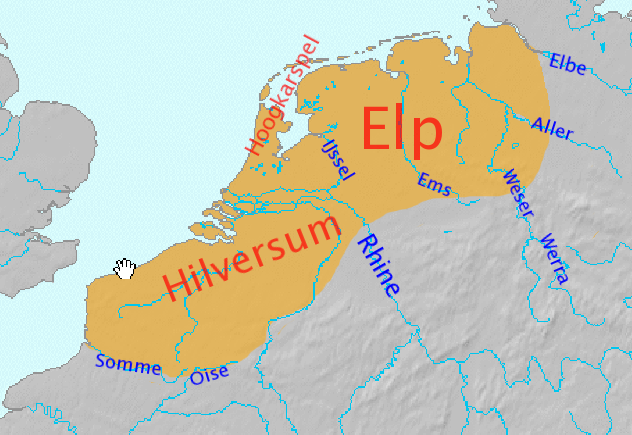
Noordwestblok - tussen 1800 en 800 v.Chr., de Elp- en de Hilversumcultuur.

Het Noordwestblok (Duits: "Nordwestblock") is een hypothetische culturele regio, die door verscheidene 20e-eeuwse wetenschappers wordt voorgesteld als een prehistorische cultuur. Men neemt aan dat het Noordwestblok ruwweg werd begrensd door de rivieren de Maas, de Elbe, de Somme en de Oise (het huidige Nederland, België, het noorden van Frankrijk en het westen van Duitsland en mogelijk ook het oostelijk deel van Engeland). Het Noordwestblok zou van de bronstijd en de ijzertijd (van het 3e tot en met het 1e millennium v.Chr.) hebben bestaan, ongeveer tot de tijd dat er in de 1e eeuw n.Chr. voor het eerst geleidelijk aan sprake is van historische bronnen.
De theorie werd in 1962 voor het eerst voorgesteld door Rolf Hachmann, een historicus, Georg Kossack, een archeoloog, en Hans Kuhn, een filoloog. Deze auteurs zetten het werk van de Belgische taalkundige Maurits Gysseling voort. Gysseling kreeg zijn inspiratie van de Belgische archeoloog Siegfried De Laet. Gysselings oorspronkelijke voorstel hield onderzoek in dat er in de Belgische (sic) regio misschien een andere taal ergens tussen het Germaans en het Keltisch had bestaan.
De term Noordwestblok zelf werd bedacht door de Duitse taalkundige Hans Kuhn, die de mening opperde dat de bewoners van dit gebied noch Germaans noch Keltisch waren. Hij schreef aan deze bewoners dus een verschillende etniciteit of cultuur toe. Volgens Kuhn en zijn volgelingen werd de regio ten laatste aan het begin van de gangbare jaartelling gegermaniseerd.

## Taalhypothesen
Wat betreft de in de ijzertijd door de noordwestblokbevolking gesproken taal vermoedde Gysseling een tussenliggende Belgische taal tussen het Germaans en het Keltisch. Deze taal was mogelijk verwant aan de Italische talen. Andere hypothesen verbinden het noordwestblok met het generieke Indo-Europese "Oud-Europees", Illyrisch of zelfs het Tyrreense Rhaetisch.
Kuhn speculeerde over een taalkundige verwantschap met het Venetisch en daarmee ook de Noord-Europese Veneti. Kuhn merkte op dat aangezien de Proto-Indo-Europese (PIE) /b/ zeer zeldzaam was, en aangezien deze PIE /b/, via de wet van Grimm, in woorden in Germaanse talen de enige bron is van regelmatig geërfde /p/'s, de vele woorden met /p/'s die toch voorkomen op een andere taal als bron wijzen. Op gelijke wijze verdween in het Keltisch de PIE /p/ en deze verscheen in regelmatig geërfde woorden in p-Keltische talen alleen opnieuw als een gevolg van de regel dat de PIE *kʷ in het proto-Keltisch een *p werd. Dit alles tezamen genomen betekent dat elk woord in p- in een Germaanse taal, dat niet evident ontleend is aan of het Latijn of een p-Keltische taal een leenwoord moet zijn, en deze leenwoorden schrijft Kuhn dus toe aan de noordwestbloktaal.
De Nederlandse hoogleraar keltologie Peter Schrijver speculeert over de herinnering vasthoudende lexicale en typologische kenmerken van de streek, van een onbekend substraat waarvan taalkundige invloeden de historische ontwikkeling van de (Romaanse en Germaanse) talen van de regio kan hebben beïnvloed. Hij gaat uit van de pre-existentie van pre-Indo-Europese talen gerelateerd aan de archeologische bandkeramische cultuur en aan een familie van talen met complexe werkwoorden, waarvan de Noordwest-Kaukasische talen nu nog de enige overlevende talen zouden zijn. Hoewel hij veronderstelt dat deze talen sporen hebben nagelaten in alle andere Indo-Europese talen, zou de invloed vooral sterk zijn geweest op de Keltische talen ten noorden van de Alpen en op de regio, waar ook België, Nederland bezuiden de rivieren en het Rijnland toe behoren.
Volgens Luc Van Durme, een Belgisch linguïst, is toponymisch bewijs voor een voormalige Keltische aanwezigheid in de Lage Landen zo goed als afwezig. De lokale continuïteit van de Nederlandse gebieden werd niet wezenlijk onderbroken door pre-Romeinse (dat wil zeggen Keltische) immigratie.

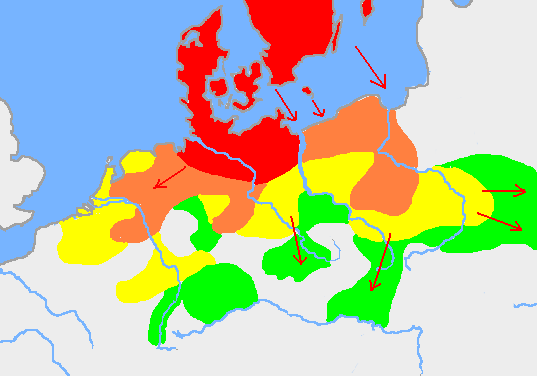
Germaanse verspreiding naar het zuiden:
750 v.Chr.
500 v.Chr.
250 v.Chr.
1 n.Chr.

Het is onzeker wanneer het Germaans in de noordwestblokregio voor het eerst vaste voet aan de grond kreeg. Het noordwestblokgebied ten noorden van de Rijn wordt traditioneel tot de gebieden van de noordse ijzertijd gerekend, waar de Harpstedt-ijzertijd in het algemeen wordt aangenomen de Germaanse precedenten ten westen van de Jastorfcultuur te vertegenwoordigen. De algemene ontwikkeling convergeert met de opkomst van het Germaans binnen andere eerdere noordelijke bronstijdregio's ten oosten hiervan, wat misschien ook verklaard kan worden met een zekere mate van Germaanse culturele diffusie. Vanaf ongeveer de 1e eeuw na Christus speelde zich in dit gebied de ontwikkeling van de "Weser-Rijn" groep van West-Germaanse dialecten af, die later zouden uitmonden in het Oud Frankisch van de 4e eeuw.
Concluderend kan men zeggen dat deze kwestie nog steeds niet is opgelost en tot nu toe is er geen sluitend bewijs overgelegd dat een alternatief ondersteunt. Mallory beschouwt het vraagstuk als een heilzame herinnering aan de mogelijkheid dat een anonieme taalkundige groep, die niet volledig binnen de huidige classificatie past, tot aan de dageraad van de historische tijd zou hebben overleefd.

## Prehistorische samenstelling

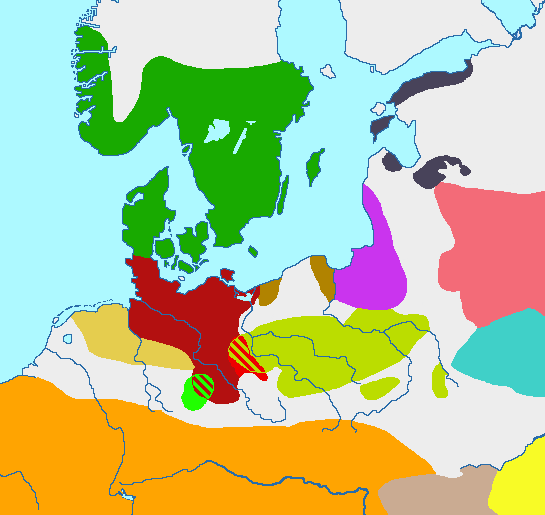
Noord-Europa in de late pre-Romeinse ijzertijd:
Jastorfcultuur
Harpstedt-Nienburg-groep
Kelten of Keltische invloed

De volgende prehistorische culturen werden aan deze regio toegeschreven. Deze culturen zijn weliswaar met de noordwestgroephypothese verenigbaar maar bewijzen deze niet: van de klokbekercultuur denkt men dat deze afkomstig is uit dit geografische gebied, aangezien vroege stadia van deze cultuur kennelijk zijn afgeleid van vroege touwbekercultuur-elementen, met de regio van Nederland en het Rijnland als waarschijnlijk de meest breed geaccepteerde plaats van oorsprong.
De klokbekercultuur (2700-2100 v.Chr.) ontwikkelde zich lokaal en ging over in de Bronstijd wikkeldraadbekercultuur (2100-1800 v.Chr.). In het tweede millennium voor Christus ligt het gebied van het noordwestblok op de grens tussen de Atlantische- en Noordse bronstijd, opgesplitst in een noordelijk en een zuidelijk gebied, ruwweg in tweeën gedeeld door de loop van de Rijn. Ten noorden van de Rijn kwam de Elpcultuur (1800-800 v.Chr.) op, met een eerste grafheuvelfase, die een nauwe relatie laat zien met andere Noord-Europese grafheuvelgroepen. Zij delen aardewerk van lage kwaliteit: "Kummerkeramik", en een daaropvolgend soepele lokale transformatie naar de urnenveldencultuur (1200 tot 800 v.Chr.). De zuidelijke regio werd gedomineerd door de Hilversumcultuur (1800-800 v.Chr.), die blijkbaar de culturele banden met Groot-Brittannië erfde van de eraan voorafgaande wikkeldraadbekercultuur.
Vanaf 800 v.Chr. kwam het gebied onder invloed te staan van de Hallstattcultuur. Volgens de huidige opvatting binnen de Nederlandse archeologie kwamen de daaropvolgende innovaties van de ijzertijd in Nederland niet tot stand als gevolg van substantiële Keltische intrusies. Zij zien deze innovaties eerder als een lokale ontwikkeling vanuit de Bronstijdcultuur.
In de laatste eeuwen v.Chr. werden gebieden die voorheen door de Elpcultuur beheerst waren, waarschijnlijk ingenomen door de Germaanse Harpstedtcultuur ten westen van de Germaanse Jastorfcultuur, terwijl de zuidelijke delen werden geassimileerd binnen de Keltische La Tènecultuur. Deze ontwikkeling komt overeen met Caesars verhaal dat de Rijn de grens vormde tussen de Keltische en de Germaanse stammen.

## Romeinse tijd
Met het begin van de historische bronnen (Tacitus, 1ste eeuw), werd het gebied in het algemeen gezien als het grensgebied tussen Keltische (Gallische) en Germaanse invloedssferen.
Stammen in het gebied waren de Cananefaten, Bataven, Belgae, Chatten, Hermunduren, Cherusken, Sugambren, Usipi, Tencteren en Usipetes. Julius Caesar beschouwde de loop van de Rijn als de grens tussen Galliërs en Germanen. De Belgae werden op deze gronden als Gallisch beschouwd (en de Usipi als Germaans, enz.). Deze indeling verliep niet op basis van de moderne taalkundige betekenis van de termen.
Later resulteerde de Romeinse terugtrekking in het verdwijnen van geïmporteerde producten zoals keramiek en munten, en een terugkeer naar vrijwel onveranderde lokale productiemethoden uit de ijzertijd. Naar het noorden bleven de mensen wonen in dezelfde driebeukige boerderijen, terwijl in het oosten volledig nieuwe gebouwtypes ontstonden. In België wijzen archeologische resultaten van deze periode op immigratie uit het noorden.

## Genetica
De genetische samenstelling van de noordwestblokregio wordt gekenmerkt door het voorkomen van de volgende Y-chromosoom markers: haplogroep R1b (gemiddeld 70%) en haplogroep I (gemiddeld 25%), respectievelijk verbonden aan de robuuste Eurasiatische cro-magnonmens van de Aurignaciencultuur, en de daaropvolgende gracile leptodolichomorfe mensen van de Gravettiencultuur die zo tussen 20.000 tot 25.000 geleden Europa binnenkwamen uit het Midden-Oosten.
Een zeer klein neolithisch element kan worden onderscheiden in voorkomens van haplogroep E (Hg E3b1a, 5% of minder) dat oorspronkelijk een duidelijk Sub-Saharaans Afrikaans element representeerde. Een even laag frequent voorkomen betreft haplogroep R1a1. Onderzoek van het Y-chromosoom laat bij Nederlanders een aanzienlijk lagere frequentie zien van dit Hg R1a1 gen. Van dit gen denkt men dat het is ontstaan in de Euraziatische Steppe ten noorden van de Zwarte en de Kaspische Zee, en dat dit gen is gerelateerd aan de Indo-Europese immigratie tijdens de Europese Bronstijd. R1a1-metingen bedragen 6,2% voor Duitsers (4 keer minder dan voor Tsjechen en Slowaken waar de frequentie 26,7% bedraagt) en 3,7% voor Nederlanders.
Met betrekking tot de noordwestblokhypothese dat er afgezien van de Germanen en Kelten nog sprake is geweest van een derde unieke cultuur in de regio, kan worden geconcludeerd dat geen enkele van deze genen op genetische isolatie wijst. Zowel Hg R1b als Hg I zijn grotendeels tot volledig in deelgroepen gerepresenteerd en bereiken hun maxima in Friesland (R1b1c9, de meest voorkomende deelgroep van R1b), in Nederland en Noord-Duitsland (Hg I1b2a, ook wel aangeduid als Hg I1c ) en het aangrenzende Noord-Europa (Hg I1a) Dit resultaat is in tegenspraak met genetische barrière-analyses die een duidelijke genbarrière langs de Wisła hadden laten zien.

## Voetnoten
1. ↑  (de)  Rolf Hachmann, Georg Kossack en Hans Kuhn, Völker zwischen Germanen und Kelten. Schriftquellen, Bodenfunde und Namengute zur Geschichte des nördlischen Westdeutschlands um Christi Geburt, Neumünster, Karl Wachholz, 1962.
2. ↑  (nl)  J.B. Berns (2004) Gysseling, M. biografie. zie hier
3. ↑  (de)  Rolf Hachmann, Georg Kossack en Hans Kuhn. Völker zwischen Germanen und Kelten, 1986, pag 183-212
4. ↑  Peter Schrijver. Keltisch en de buren: 9000 jaar taalcontact, Oratie aan de Universiteit van Utrecht, maart 2007 zie hier
5. ↑  Luc van Durme, Oude taaltoestanden in en om de Nederlanden. Een reconstructie met de inzichten van M. Gysseling als leidraad. In: Handelingen van de Koninklijke commissie voor Toponymie en Dialectologie. LXXV/2003
6. ↑  Leo Verhart, Op zoek naar de Kelten, Nieuwe archeologische ontdekkingen tussen Noordzee en Rijn, 2007, ISBN 90-5345-303-2
7. 1 2  J.P. Mallory, In Search of the Indo-Europeans, blz. 87
8. ↑  J.P. Mallory, EIEC blz. 53
9. ↑  Leo Verhart. Op Zoek naar de Kelten, Nieuwe archeologische ontdekkingen Tussen Noordzee en Rijn, 2006, pag 67. ISBN 90-5345-303-2.
10. ↑  J.H.F. Bloemers & T. van Dorp. Pre- en Protohistorie van de Lage Landen. De Haan/Open Universiteit, 1991, pag. 329-338, ISBN 90-269-4448-9, NUGI 644.
11. ↑  (en)  Ornella Semino et anderen, The Genetic Legacy of Paleolithic Homo sapiens sapiens in Extant Europeans: A Y Chromosome Perspective - Ornella Semino et al. zie hier
12. ↑  zie hier; De twijfelachtige bijdrage van het neolithicum en de bronstijd aan de Europese craniofaciale vorm - C. Loring Brace cgi/content/abstract/0509801102v1
13. ↑  ISOGG_HapgrpR
14. ↑  Europese R1a1-metingen (aangeduid als M17 of EU19) in Science vol 290, 10 november 2000, zie hier
15. ↑  Phylogeography of Y-Chromosome Haplogroup I Reveals Distinct Domains of Prehistoric Gene Flow in Europe - Siiri Rootsi et al., Hg I1c-kartering, Figure 1
16. ↑  Alexander Varzari, 5.2.4: "Dit suggereert dat in de geschiedenis de geografische grens, die Zuidoost-Europa van Oost-Europa scheidt meer transparant was voor reciproque stromen dan de grens tussen Oost- en West- Europa. "